# Hualien
Hualien (mandarín Pīnyīn: Huālián Shì; Hokkien POJ: Hoa-lian-chhī o Hoa-liân-chhī) es una ciudad-condado y el sede del condado de Hualien, Taiwán. Está localizado en la costa este de Taiwán en el océano Pacífico, y tiene una población de 106 368 habitantes.

## Nombre
Los anales del condado de Hualien (花蓮縣志) registran que la ciudad fue llamada "Kiray" (en chino: 奇莱; Pe̍h-ōe-jī: Kî-lâi) hasta principios del siglo XX. Este nombre se refiere a los aborígenes taiwaneses Sakiraya y su asentamiento.
Después de que Taiwán quedó bajo el dominio japonés en 1895, sus gobernadores buscaron cambiar el nombre porque "Kiray" se pronuncia de la misma manera que la palabra japonesa para "disgusto" (嫌い, kirai). El nombre finalmente se cambió a Puerto Karen (japonés: 花蓮 港 Hepburn: Karenkō). Después de la Segunda Guerra Mundial, la entrante República de China liderada por el Kuomintang retuvo la ortografía kanji, pero acortó el nombre a solo Karen (花蓮), o Hualien a través de la romanización china.

## Historia
Los españoles construyeron minas de oro en Hualien en 1622. Los asentamientos permanentes comenzaron en 1851, cuando 2.200 campesinos chinos Han dirigidos por Huang A-fong (黃阿鳳) de Taipéi llegaron a Fengchuan (ahora el área cerca de la Estación Trasera de Hualien). En 1875, más agricultores, liderados por Lin Cang-an (林蒼安) de Yilan, se establecieron en Fengchuan.[cita requerida]

### Imperio del Japón
Los asentamientos en el área se mantuvieron pequeños al comienzo del dominio japonés. La ciudad fue expandida hacia 1912 por sus gobernadores japoneses para incorporar las aldeas Guohua (國華) y Guoan (國安), una región más tarde conocida como Puerto Nuevo-Viejo (舊新港街). En 1920 se estableció la ciudad de Karenkō (花蓮港街), y alrededor de 1923 se extendió al puerto de Riran (鯉浪港), hoy conocida como "Puerto Nuevo" (新港), incluidas las aldeas Guowei y Guoji. En 1940, la ciudad se actualizó a la ciudad de Karenkō, prefectura de Karenkō.

### República de China
El 25 de octubre de 1945, Taiwán fue entregado de Japón a la República de China bajo el gobierno de Kuomintang. En enero de 1946, el Kuomintang entrante designó a la ciudad de Hualien como una ciudad controlada por el condado de Hualien y para ser la sede de condado, una estructura administrativa que se ha mantenido desde la transición de Taiwán a la democracia (1990-1996).

## Clima
Hualien experimenta un clima de selva tropical (Af) que limita estrechamente con un clima subtropical húmedo. La ciudad experimenta precipitaciones significativas durante todo el año y la temperatura allí es de 23.4 °C. La precipitación en los promedios de la ciudad es de 2.177 mm. Enero es el mes más seco de la ciudad, mientras que septiembre tiende a ser el más húmedo.

## Subdivisiones

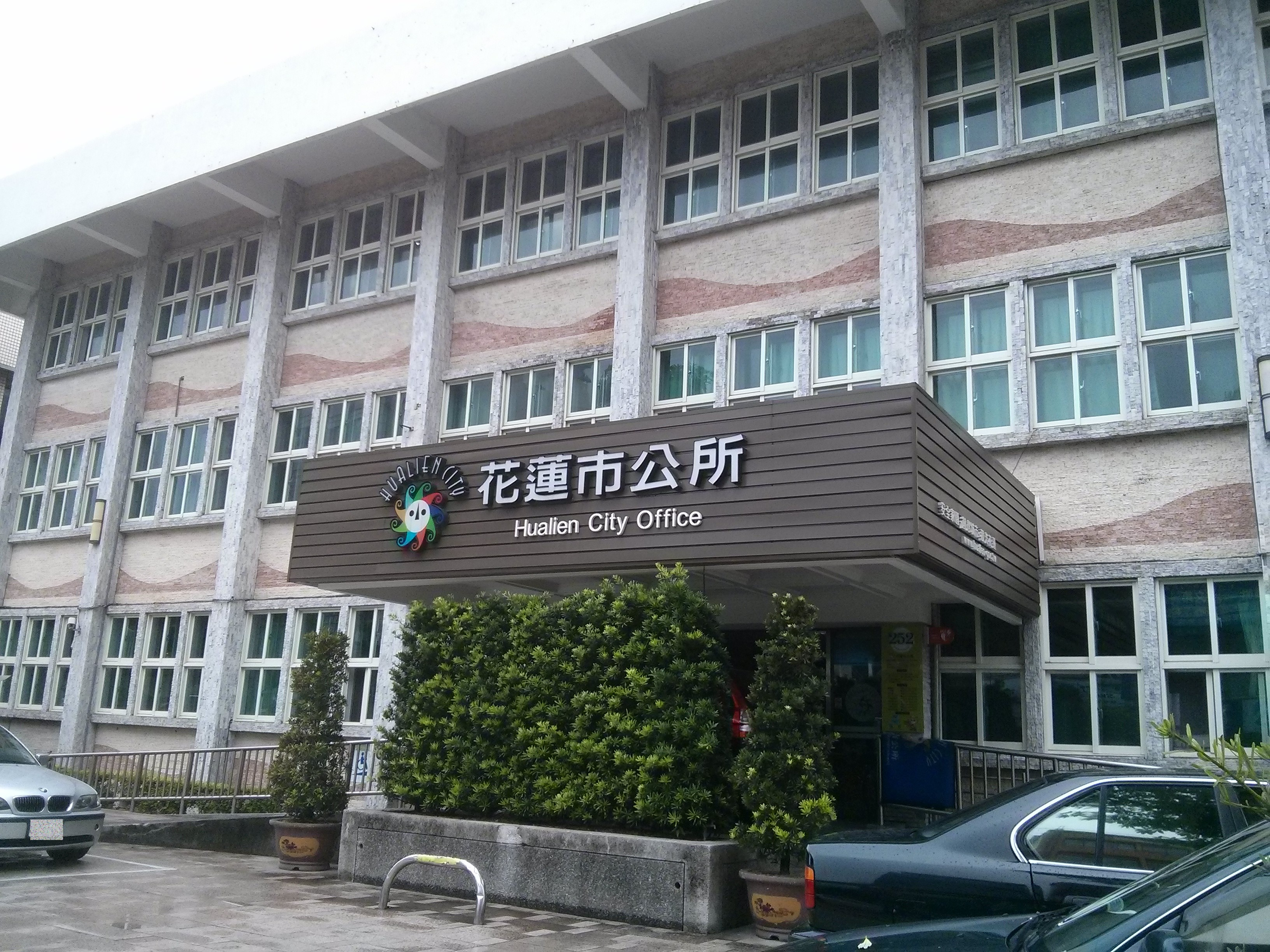
Oficina de ciudad de Hualien.

Los 45 pueblos (里里) de la ciudad está dividida a seis uniones de pueblo (聯合里聯合里): (en Hanyu Pinyin)
1. La primera unión: Minyun (民運民運), Minle (民樂民樂), Minxiang (民享民享), Minyi (民意民意), Minxin (民心民心), Minli (民立民立), Minde (民德民德), Minzheng (民政民政), Minqin (民勤民勤), Minxiao (民孝民孝)
2. La segunda unión: Minsheng (民生民生), Minquan (民權民權), Minzu (民族民族), Minyou (民有民有), Minzhu (民主民主), Minzhi (民治民治)
3. La tercera unión: Zhuji (主計主計), Zhuyi (主義主義), Zhuxin (主信主信), Zhuqin (主勤主勤), Zhushang (主商主商), Zhugong (主工主工)
4. La cuarta unión: Zhuxue (主學主學), Zhuquan (主權主權), Zhunong (主農主農), Zhuhe (主和主和), Zhuli (主力主力), Zhu'un (主安主安), Zhumu (主睦主睦)
5. La quinta unión: Guofeng (國風國風), Guofang (國防國防), Guozhi (國治國治), Guoguang (國光國光), Guohun (國魂國魂), Guo'un (國安國安), Guowei (國威國威), Guohua (國華國華), Guolian (國聯國聯), Guosheng (國盛國盛)
6. La sexta unión: Guofu (國富國富), Guoyu (國裕國裕), Guoqing (國慶國慶), Guoqiang (國強國強), Guofu (國福國福), Guoxing (國興國興)

Los pueblos más nuevos de 2002 es Guosheng, Guoxing, Minxiao, y Minzhu.